# O. Uplavici
Dr. O. Uplavici je fiktivní autor významného a hojně citovaného článku o úplavici (1887). Článek ve skutečnosti napsal patolog Dr. Jaroslav Hlava. Jedná se o jeden z nejznámějších omylů v lékařské literatuře, který byl odhalen až po 50 letech. 
Chyba vznikla neúmyslným špatným překladem. Významný článek O úplavici – předběžné sdělení, jehož autorem byl lékař Jaroslav Hlava, rešeršoval krátce po vydání lékař Stephanos Kartulis pro časopis Zentralblatt für Bakteriologie und Parasitenkunde. Při překladu do němčiny však omylem přeložil podnázev Předběžné sdělení jako Über die Dysenterie (česky O Dysenterii, neboli O úplavici), a považoval ho za hlavní název díla. Z původního hlavního názvu O úplavici vytvořil autora O. Uplavici. Po dalších 50 let byla tato rešerše citována, protože popisovala rozbor 60 případů úplavice v bohnické léčebně. Někdy byl zmiňován dokonce autor Dr. O. Uplavici.
Chybu objevil v roce 1938 britský lékař Clifford Dobell, kterého jako prvního napadlo dohledat zdrojový článek a autora. Své objasnění celé historie popsal v článku Dr. O. Uplavici (1887–1938), který vyšel v roce 1939.